# Rolf Torring
Rolf Torring ist der Held der Romanheft-Reihe Rolf Torring’s Abenteuer. Die Verfasser der Abenteuerserie arbeiteten unter dem Sammelpseudonym Hans Warren.

## Veröffentlichungsgeschichte
Die Reihe erschien zunächst zwischen 1930 und 1939 mit insgesamt 445 Fortsetzungs-Bänden beim Berliner Verlagshaus für Volksliteratur und Kunst. Nach dem Zweiten Weltkrieg wurde die Reihe (inhaltlich und ideologisch der neuen Zeit angepasst) immer wieder neu aufgelegt, zunächst als Heftreihe, später auch als Nachdrucke in Buchform. Die direkten Vor- und Nachkriegshefte erzielten zeitweilig auf dem Sammlermarkt hohe Preise.

## Handlungsorte, Serienmentalität
Die Serie spielt zumeist in Südostasien und Indien, oft aber auch in Afrika und zuweilen in China, in einigen Heften auch in Deutschland. In den alten Ausgaben (Vorkrieg) herrscht in den Heften jene imperialistische Mentalität, die auch heute noch in versteckter Form ähnliche Serien prägt und von Kritikern als „rassische Überheblichkeit“ bezeichnet wird.

## Verfilmung
1965 wurde Rolf Torring auch verfilmt. Als moderner Gegenwartsheld im weißen Anzug wird er in dem Rapid-Film Rolf Torring – Der Fluch des schwarzen Rubin etwa im Stil der Kommissar-X-Filme von Thomas Alder verkörpert, wobei im Film wie in den Heften die exotische Kulisse immer noch die heimliche Hauptrolle spielt.
Die Serie wurde von dem Braunschweiger Autor Thomas Ostwald, anknüpfend an Band 446 der VK-Ausgabe, bis zur Nr. 534 'Die Inseln der Glückseligkeit' fortgeschrieben und zum Abschluss gebracht. Die in Form der VK-Serie mit entsprechenden Umschlagbildern versehenen neuen Hefte wurden später als Taschenbücher zusammengefasst und sind auch als Hörbücher lieferbar.

## Weblink
- Rolf Torring's Abenteuer – Heftübersicht